# Мангаррайи
Мангаррайи (англ. mangarrayi) — язык австралийских аборигенов, распространен на севере Австралии. Относится к кунвинькуанской (гунвинггуанской) языковой семье.

## Генеалогическая и ареальная информация
Мангаррайи распространён на станциях Элси и Матаранка в северной части Австралии.

## Социолингвистическая информация
12 носителей по данным переписи 2006 года. Относится к числу критически вымирающих языков. Все носители пожилого возраста свободно владели, как минимум, еще одним языком австралийских аборигенов (близлежащих территорий: Мара, Вандаран, Алава), носители среднего возраста — в той или иной степени.

## Типологическая характеристика

### Степень свободы выражения грамматических значений
Для мангаррайи характерны синтетические формы выражения грамматических значений.
[Merlan 1982: 26]
| ø-ḍu-ni              | nara-bayi | ṇa-waŋgij      |
| 3Sg-'кричать'-PC     | 'тот'-Foc | MNom-'мальчик' |
| 'Тот мальчик кричал' |           |                |

### Характер границы между морфемами
Мангаррайи относится к числу языков с агглютинативным строем. Имеются элементы семантической фузии, кумулятивно выражаются значения числа и лица у глаголов, рода и падежа у существительных. Границы между морфемами вполне прозрачны, имеются некоторые регулярные изменения.
[Merlan 1982: 206]

| Окончание аффикса | Изменение перед следующим ненулевым аффиксом |
| ----------------- | -------------------------------------------- |
| b                 | m                                            |
| ḍ                 | ṇ                                            |
| j                 | ñ                                            |
| g                 | ŋ                                            |

[Merlan 1982: 60]
| ø-ma-ñ            |
| 3Sg-'сказать'- PP |
| 'Он сказал'       |

| ŋan-ma-ñ              |
| 3Sg/1Sg-'сказать'- PP |
| 'Он сказал мне'       |

[Merlan 1982: 143]
| yaḷa-waḷaḷima              | wuḷa-baʔ-ma-ṛi        |
| FNom-'молодой человек'     | 3Pl-'загорать'-Aux-PC |
| 'Молодые девушки загорали' |                       |

### Локус маркирования
- Локус маркирования в предикации: двойное маркирование.

[Merlan 1982: 59]
| ṇa-baḍa              | ŋan-ga-ŋiñ         |
| MNom-'отец'          | 3Sg/1Sg-'взять'-PP |
| 'Мой отец взял меня' |                    |

- Локус маркирования в посессивной группе: двойное маркирование.

[Merlan 1982: 74]
| ṇa-bugbuŋu                          | ø-baṇam-nawu           | ŋa-wa-b               |
| MGen-'старый человек'               | NAbs-'лагерь'-Pos’его' | 1Sg/3Sg-'посетить'-PP |
| 'Я посетил лагерь старого человека' |                        |                       |

### Тип ролевой кодировки
В мангаррайи наблюдается расщепленная эргативность. Тип ролевой кодировки зависит от рода существительного: номинативно-аккузативная — для мужского/женского рода и эргативная — для среднего рода. Категория одушевленности не играет роли в определении типа, так как одушевлённые существительные будут следовать той модели, которая определяется их родом.
Показатели эргатива и номинатива (ṇa-), аккузатива и абсолютива (ø) совпадают в существительных мужского и среднего родов.
[Merlan 1982: 59-61,78]
- Переходный предикат:

| ṇa-muyg                 | ø-daḷag             | jarbiñ-gayaŋan |
| MNom-'собака'           | 3Sg/3Sg-'кусать' PP | 'юноша'-AccPL  |
| 'Собака укусила юношей' |                     |                |

Средний род:
-неодушевленный
| ṇa-ḷandi              | ja-ø-ṇidba        | ø-maṇ        |
| NErg-'дерево'         | 3-3Sg/3Sg-'иметь' | NAbs-'смола' |
| 'У дерева есть смола' |                   |              |

-одушевленный
| ṇa-ḷandi                    | ø-jiñja-n      | ø-mar       |
| NErg-'морской крокодил'     | 3Sg/3Sg-'есть' | NAbs-'рыба' |
| 'Морской крокодил ест рыбу' |                |             |

Смешанный:
| ṇa-maṇ                   | ø-ḍadma-ñ              | ø-ḍaway      |
| MNom-'мальчик            | 3Sg/3Sg-'закончить'-PP | NAbs-'хвост' |
| 'Мальчик закончил хвост' |                        |              |

- Одноместный агентивный:

| ŋaḷa-gaḍugu      | ø-ya-j         |
| FNom-'женщина'   | '3Sg-'идти'-PP |
| 'Женщина пришла' |                |

Средний род:
-неодушевленный
| ø-gañwar       | wur ø-ya-j         |
| NAbs-'солнце'  | 'сесть' 3Sg-Aux-PP |
| 'Солнце зашло' |                    |

-одушевленный
| ṇa-ḷandi                      | jaḷuḷuma | ja-ø-yag     | ṇa-ŋuguyan  |
| NAbs-'сом'                    | 'быстро' | 3-3Sg-'идти' | NLoc-'вода' |
| 'Сом быстро плывет под водой' |          |              |             |

- Одноместный пациентивный:

| ṇa-gaḍiriñji     | bobos ja-ø-ma     |
| MNom-'мальчик'   | 'жарко' 3-3Sg-Aux |
| 'Мальчику жарко' |                   |

Средний род:
| ø-miṇ-ŋanju            | ma               |
| NAbs-'колено'-'мой' Sg | 3-1Sg-'чесаться' |
| 'Мое колено чешется'   |                  |

### Базовый порядок слов
В финитной клаузе немаркированным базовым порядком слов является SVO:
[Merlan 1982: 61-64]
| ṇa-gunbur                | ŋan-gawa-j               | ø-jib-ŋanju       |
| NErg-'пыль'              | 3Sg/1Sg-'погрузиться'-PP | NAbs-'глаз'-'мой' |
| 'Пыль попала в мой глаз' |                          |                   |

Иногда встречается порядок OVS:
| ø-ḷandi                 | mod ø-may               | ṇa-malam       |
| NAbs-'дерево'           | 'рубить' 3Sg/3Sg-Aux PP | MNom-'мужчина' |
| 'Мужчина срубил дерево' |                         |                |

## Интересные особенности

### Фонетика
В мангаррайи 17 согласных и 5 гласных фонем. Отсутствуют аффрикаты и фрикативные согласные.
| Согласные             | Билабиальные | Апико-альвеолярные | Ламинально-палатальные | Ретрофлексные | Велярные | Глоттальные |
| --------------------- | ------------ | ------------------ | ---------------------- | ------------- | -------- | ----------- |
| Взрывные              | b            | d                  | ɖ                      | ɟ             | g        | ʔ           |
| Назальные             | m            | n                  | ɳ                      | ñ             | ŋ        |             |
| Боковые аппроксиманты |              | l                  | ɭ                      |               |          |             |
| Ротические            |              | r                  | ɽ                      |               |          |             |
| Аппрокисманты         | ʋ            |                    | ʎ                      |               |          |             |

### Редупликация существительных
Иногда для передачи множественного числа существительных используется редупликация. Чаще всего этот процесс происходит в словах, обозначающих социальный статус человека. В предикации формы с редупликацией могут иметь показатели падежа. Однако, двойственное число может быть показано лишь при помощи суффиксации.
[Merlan 1982: 87]
| bugbug           | bugbugbug        | bugbugbuŋ-gaḷa      | bugbuŋ-garan                               |
| 'старый человек' | 'старые люди' Pl | 'старые люди’Pl-Nom | 'старый человек'-Du ='два старых человека' |

## Список глосс
- Abs — абсолютив
- Acc — винительный падеж
- Aux — вспомогательный глагол
- Du — двойственное число
- Erg — эргативный падеж
- F — женский род
- Foc — клитика фокуса[англ.]
- Gen — родительный падеж
- M — мужской род
- N — средний род
- Nom — именительный падеж
- PC — длительное прошедшее время
- Pl — множественное число
- Pos — маркер посессива
- PP — точечное прошедшее время (Past Punctual)
- Sg — единственное число
- 1, 2, 3 — 1-е, 2-е, 3-е лицо*